# みんなのニンテンドーチャンネル
みんなのニンテンドーチャンネルとは、任天堂ハード（Wii・ニンテンドーDS・ニンテンドー3DS）向けのゲームソフトの情報をユーザーに届けるWiiチャンネルである。内容としてはゲームソフトの紹介映像やテレビCMといった動画の閲覧や、ニンテンドーDS用ソフトの体験版をダウンロードが可能だった。この他に遊んだゲームについてアンケートに答えることができた。2007年11月27日に配信が開始され、2013年6月28日にサービスが終了した。
このチャンネルは、Wiiをインターネットに接続して『Wiiショッピングチャンネル』内の「Wiiチャンネル」からダウンロード（無料）することで利用可能となる。チャンネルの特性上、利用時にもインターネットに接続されている必要がある。
次世代機であるWii Uでは、WiiConnect24に対応していないことやニンテンドーeショップとの兼ね合いの関係上、本チャンネルを利用することはできない。

## ソフトの映像を見る
チャンネルを起動すると、映像や各種メニューの一覧画面が表示される（以前のバージョンでは最新ソフト情報のラインナップ映像が最初に再生されたが、最新版で廃止された）。Wiiリモコンのポインター機能とAボタンで選択し、発売されたソフトや発売間近な新作ソフトの紹介映像やテレビCMを見る。
配信される映像は毎週水曜日に更新された。ただし、年末年始や夏季休業（8月中旬）の場合は更新されなかった。また、大規模なイベント（主にE3や任天堂カンファレンスなど）が開催され新規のゲーム映像が公開された際などには、臨時で更新が行われていた。
映像内容は各ゲームソフト公式サイトで公開されている紹介映像やテレビCMの他、みんなのニンテンドーチャンネル限定の番組も配信されている（後述）。なお、配信映像が新作ゲームの第一報となる場合（『キャプテン★レインボー』など）や、『大乱闘スマッシュブラザーズX』の様に、配信コンテンツを編集した映像が配信される場合もある。

### みんなのニンテンドーチャンネル限定配信番組
体験!芸ーム人
お笑い芸人やアイドルタレントなどが、WiiやニンテンドーDSのゲームを体験する番組。出演者は#体験!芸ーム人出演者を参照。最近は、この「体験!芸ーム人」のマークは表示されないが、数々の芸人が参加している。
ゲームセンターCX 番外編
同名のフジテレビTWO・フジテレビNEXTで放送されているゲームバラエティ番組の出張版。同番組の名物コーナー「有野の挑戦」とほぼ同様の内容で、パーソナリティの芸人・よゐこの有野晋哉が課題へ挑む。
現在は、「ロックマン9 野望の復活!!」（全2回）と「バーチャルコンソール」（13回）の2種類が配信されている。詳しくは同番組の放送内容の項を参照。
やぐちのあじみ
矢口真里が「あじみ」と称して、WiiウェアやニンテンドーDSiウェア（タイトルは「やぐちのちょこっとDSiウェア」となる）で配信されているゲームを体験する番組。ただし矢口本人には、「あじみ」するゲームの詳細は伝えられていない。矢口の『龍が如く4 伝説を継ぐもの』への出演が発表された2009年11月以降、新作の配信は途絶えていた（2013年7月現在、過去の動画も視聴不能）。
「あじみ」したWiiウェア
- 珍道中!!ポールの大冒険
- グーの惑星
- 光と闇の姫君と世界征服の塔 ファイナルファンタジー・クリスタルクロニクル

みんチャンガーデン

ポケモン☆サンデー 番外編

## ソフト情報の検索・閲覧
様々な条件を指定してWii用ソフト（バーチャルコンソール（Wii）・Wiiウェア用ソフトも含む）やニンテンドーDS用ソフト（ニンテンドーDSi内蔵機能・DSiウェアも含む）にニンテンドー3DS用ソフト（内蔵機能・バーチャルコンソール（ニンテンドー3DS）・ニンテンドー3DSダウンロードソフトも含む）を検索し、ソフトの案内を見ることができる。ただし、すべてのソフトの情報が登録されているわけではなく、一部のメーカー（アスキー・メディアワークス等）のソフトは登録されていない。具体的な内容は次の通り。
- ソフトのパッケージ画像（拡大表示も可能）
- 対応コントローラ（図表記）
- ソフトのキャッチコピー
- ソフトの基本情報
  - 対応ハード
  - メーカー
  - メーカー希望小売価格（税込表記）
  - 発売日
  - ジャンル
  - プレイ人数
  - その他（対応周辺機器など）
- みんなのおすすめ（以前はWii用ソフトのみ。現在はDSも一部対応。）
- 関連ソフト（2008年7月23日より追加）
- そのソフトの全国のユーザーのプレイ時間・回数の合計（Wii用ソフトのみ）
- 映像のリスト
- Wiiショッピングチャンネルへのアクセス（バーチャルコンソール・Wiiウェア・Wiiチャンネルのみ）
- 公式ホームページへのアクセス（『インターネットチャンネル』（2007年10月版以降）が必要）

## みんなのおすすめ
「みんなのおすすめ」とは、遊んだことがあるWii・DS用ソフトに関してのアンケートを投稿できる機能。投稿する際に答える項目は次の6項目。
- 性別
- 年齢
- おすすめ度（スライドバーによる無段階評価）
- プレイに向いている人
- プレイするスタイル
- 最適なプレイ人数

投稿されたアンケートはソフト情報の欄に反映され、
- どんな人に向いてますか?
- どんな風に遊ぶのに向いていますか?
- 何人で遊ぶのが楽しいと思いますか?

の3種類の項目が棒グラフ（旧バージョンは円グラフ）で表示される。男女別・年代別に見ることも可能である。ただし、投稿データが必要数以下のタイトルの場合はグラフが表示されない（グラフ化に必要な具体的投稿数は不明）。そのほか、そのソフトのアンケートに投稿した人が投稿した他のソフトのアンケートの情報を元に「このソフトをおすすめした人のおすすめソフト」が表示される。タイトルのレーディング審査によっては、対象年齢以下のデータは表示されない。
ユーザーが投稿できるのは各ゲームにつき1回のみで、投稿後に内容の修正は出来ない。
最新版ではすべての年齢層及び性別のユーザーを対象にした場合のおすすめ度の平均値が高い作品は「おすすめランク」という勲章が付けられる。高い順からプラチナ・ゴールド・シルバー・ブロンズとなっている。ランクを得るのに必要は平均値は当初は非公開だったが、店頭サービス『Wii・DSソフト おさがしガイド』におけるタイトル検索画面と、同サービス開始時に本チャンネル内で公開されはじめたムービーによると、
- プラチナ 100 - 95[5]
- ゴールド 95 - 90
- シルバー 90 - 85
- ブロンズ 85 - 80

であり、かつ得票率が0.1%以上の作品となっている。どちらかの条件でも満たせなかった場合はランクを得ることができない。
このようなかなり厳しい条件が必要となるため、下記の『みんなのおすすめセレクション』第1弾発表時点（2010年1月13日）でWiiディスク・Wiiウェア・Wiiチャンネル・バーチャルコンソール全てを通して全年齢・性別の平均でおすすめランクが付いたのは（対象が1,000タイトル以上あるにもかかわらず）75タイトルしかない。『Wiiショッピングチャンネル』での人気タイトル（「人気ソフト」で表示されるダウンロード数上位のタイトル20作）や高売上のパッケージソフト、ゲーム雑誌などのレビューで高評価を得たタイトルでもランクを得ることが出来なかったソフトが多数存在している。
ランクは最初に獲得したもので固定されるのではなく、評価の平均値が得票数の増加で変動した場合はランクも変更されるため、一度プラチナランクを取ったタイトルでもそれを維持することは困難である。プラチナランクを全ユーザーを対象とした場合で獲得したのは『おすすめセレクション』発表時点では『428 〜封鎖された渋谷で〜』と『テイルズ オブ グレイセス』の2本で、その後に『斬撃のREGINLEIV』、『スーパーマリオギャラクシー2』、『ゼノブレイド』、『ゼルダの伝説 スカイウォードソード』などがプラチナランクを獲得している。サービス終了時点では、『ゼノブレイド』以外はゴールドランクに下がっている。
全ユーザー対象のプラチナランクの長期記録は『ゼノブレイド』の約3年、次いで『428 〜封鎖された渋谷で〜』、『斬撃のREGINLEIV』の約1年である。『ゼノブレイド』はプラチナでランク入りしてからサービス終了までプラチナランクを保ち続けた唯一のソフトとなった。
日本国外版の『みんなのニンテンドーチャンネル』でも、各地域ごとに集計やランク評価がされている。

### みんなのおすすめセレクション
「おすすめランク」で上位にランクしたサードパーティー製ソフトからセレクトされた廉価版ソフト。各2800円（税込）。
ランクは『おすすめセレクション』として発表時点のもの。
| 発売日        | タイトル                                                    | メーカー                                   | ランク   |
| ------------- | ----------------------------------------------------------- | ------------------------------------------ | -------- |
| 2010年2月25日 | 428 〜封鎖された渋谷で〜                                    | セガ                                       | プラチナ |
| 2010年2月25日 | 朧村正                                                      | マーベラスエンターテイメント               | ゴールド |
| 2010年2月25日 | アークライズファンタジア                                    | マーベラスエンターテイメント               | シルバー |
| 2010年2月25日 | ファミリースキー ワールドスキー&スノーボード                | バンダイナムコゲームス（ナムコレーベル）   | シルバー |
| 2010年2月25日 | ONE PIECE アンリミテッドクルーズ エピソード1 波に揺れる秘宝 | バンダイナムコゲームス（バンダイレーベル） | シルバー |
| 2010年2月25日 | テイルズ オブ シンフォニア -ラタトスクの騎士-               | バンダイナムコゲームス（ナムコレーベル）   | ブロンズ |
| 2010年2月25日 | ドラゴンボールZ Sparking! METEOR                            | バンダイナムコゲームス（バンダイレーベル） | ブロンズ |
| 2010年4月22日 | ONE PIECE アンリミテッドクルーズ エピソード2 目覚める勇者   | バンダイナムコゲームス（バンダイレーベル） | ゴールド |
| 2010年4月22日 | 桃太郎電鉄16 北海道大移動の巻!                              | ハドソン                                   | ブロンズ |
| 2011年1月20日 | 戦国無双3                                                   | コーエー                                   | シルバー |
| 2011年1月20日 | 桃太郎電鉄2010 戦国・維新のヒーロー大集合!の巻              | ハドソン                                   | シルバー |
| 2011年3月24日 | テイルズ オブ グレイセス                                    | バンダイナムコゲームス（ナムコレーベル）   | ゴールド |
| 2011年3月24日 | ルーンファクトリー フロンティア                             | マーベラスエンターテイメント               | シルバー |

## DSダウンロードサービス
「DSダウンロードサービス」とは、ニンテンドーDS向けの体験版や追加データなどをダウンロードできる機能。店頭等に設置されているDSステーションと同等の機能であるが、配信されるデータはDSステーションと異なる場合がある。
ダウンロードしたいデータをみんなのニンテンドーチャンネル内で選択して、ニンテンドーDSのメニュー画面にある「ダウンロードプレイ」を選択してダウンロードする。
体験版
ニンテンドーDS用ソフトの体験版をダウンロードすることができた。体験版はニンテンドーDSの電源を切るまで遊ぶことができる。体験版は原則として配信期間が決まっているが、Touch! Generationsのソフトは配信期間が特に指定されておらず、常時ダウンロードが可能であった（ただし『DS文学全集』の体験版は数週間程度経つと配信される本の種類が変更される）。
追加データ
発売中のDS用ソフトの追加データをダウンロードすることができた。
修復プログラム
配信開始からサービス終了まで『ポケットモンスター ダイヤモンド・パール』の修復プログラムが配信されていた。

## 更新履歴
『Wiiショッピングチャンネル』内で再ダウンロードすることで、最新版に更新できた。なお、最新版が配信されると旧バージョンは利用不可になるため、継続して利用する場合は必ず最新版に更新する必要があった。
2008年7月23日
映像の一時停止や音量調節、見たい場所への移動、検索機能とソフト情報画面の改良などといったリニューアルが施された。
2008年11月26日
ソフト情報にニンテンドーDSi内蔵機能・ニンテンドーDSiウェアが追加された。
2009年7月15日
大規模なリニューアルが行われた。内容は主に以下のようなものがある。
- トップメニューのレイアウトが一新される。
- 毎週更新の配信映像のダイジェスト動画が廃止される。
- 「みんなのおすすめ」の投票を基にした「おすすめランキング」が追加される。
- おすすめ投票の対象ソフトにニンテンドーDS専用ソフトが追加される。
- 「高画質」と「普通画質」の2種類の画質が選択可能になる。
- ソフト情報を「気になるリスト」に追加できるようになる。
- 今まで遊んだソフトの記録（プレイ時間・回数）やおすすめしたソフトの記録が一覧で確認できる「いままでの記録」が追加される。
- 「DSダウンロードプレイ」において体験版の受信状況がプログレスバーで表示されるようになる。
- ビデオの再生の初期設定が全画面モードになる（今まで通りAボタンを押すことで標準モードに出来る）。
- 全画面でも再生状態が分かるようになる。
- もどるボタンで再生が停止する（右上の縮小表示が廃止された）。
- リニューアルに伴い、大容量であったセーブデータの使用ブロックが128ブロックから11ブロックへ大幅に減少したことで容量の問題が改善されたが、その反面、チャンネルでの使用ブロックが88ブロックだったのが100ブロックになった。
- おすすめするときに入力出来る最大年齢が99歳になった（100歳以上がおすすめするときは99歳と入力すると履歴に99歳以上と表示される）。
- 取扱説明書がWiiウェア用ソフトと同様に簡易的な説明になり、詳しい説明書がチャンネル内蔵からWiiショッピングチャンネル内に移行された。

2011年2月16日
- ソフト情報にニンテンドー3DSが追加された。同時にニンテンドーDSシリーズの色もニンテンドー3DSの赤色に変更された。

## その他
- 動画プレイヤーのデコーダにはパナソニックのMediaArtistを採用し、映像は全てMPEG-4 AVC/H.264形式で配信されていたが、2009年7月15日の更新により、MobiClipに変更された。
- 配信開始当初、『ニュースチャンネル』の発売日「07/01/26」のはずの箇所が「06/01/26」になっている誤表記があった。サービス終了時点は修正されていた。
- 2008年4月2日にみんなのニンテンドーチャンネル　ダイジェスト映像のアニメ、BGMが変更された。以前よりポップになっている。また、2008年9月3日にもリニューアルした。なお、2009年7月15日に配信開始された最新版ではこのダイジェスト映像が廃止された。
- 2010年、鈴木史朗がプレイしたバイオハザード ダークサイド・クロニクルズでは、この映像が動画サイトに（無断で）アップロードされ、30万アクセス超えになるほどの反響となり、ネットニュースでも取り上げられた[8]。

## 体験!芸ーム人出演者
出演芸人
- POISON GIRL BAND
- チーモンチョーチュウ
- Bコース
- ネゴシックス
- 千原せいじ（千原兄弟）
- ハリガネロック
- 鉄拳
- ライセンス
- ミルククラウン
- 菊地智義（ポテト少年団）
- フルーツポンチ
- LLR
- FUJIWARA
- ブラザース
- 村上ショージ
- フットボールアワー
- ロバート
- 大島美幸・村上知子（森三中）
- 博多華丸・大吉
- アップダウン
- バナナマン（当コーナーでは初の非吉本芸人）
- ペナルティ
- 世界のナベアツ（ジャリズム）
- 山里亮太（南海キャンディーズ）
- 川本成（あさりど）（非吉本）
- NON STYLE

出演アイドル
- 倉科カナ
- 山崎真実
- 鹿谷弥生　など